# 河浦街道
河浦街道，是中华人民共和国广东省汕头市濠江区下辖的一个乡镇级行政单位。

## 行政区划
河浦街道下辖以下地区：
河东社区、河南社区、河北社区、楼下社区和肚桥社区。